# Стульгинскис, Александрас
Алекса́ндрас Стульги́нскис (лит. Aleksandras Stulginskis, 26 февраля 1885 года, деревня Куталяй, Россиенский уезд (ныне Шилальский район, Литва) — 22 сентября 1969 года, Каунас) — литовский государственный деятель, второй президент Литовской Республики в июне — декабре 1920 года (исполнял обязанности) и 21 декабря 1922 года — 7 июня 1926 года.

## Ранние годы
Был 12-м ребёнком в семье. Учился в народной школе в местечке Калтиненай. В 1904 окончил 4 класса гимназии в Либаве (ныне Лиепая), в 1908 — Ковенскую духовную семинарию. В течение года совершенствовался на факультете философии и теологии в Инсбрукском университете (Австрия). Отказался стать ксендзом. Окончив институт сельского хозяйства университета в Галле (Германия) в 1913, вернулся в Литву и служил агрономом в Трокском уезде.
Во время Первой мировой войны в Вильне был одним из руководителей Литовского общества по оказанию помощи пострадавшим от войны. Преподавал естественные науки в Виленской литовской гимназии, руководил Литовскими педагогическими курсами.
В 1919 один из учредителей Хозяйственного банка (лит. Ūkio bankas).

## Государственная деятельность
Один из учредителей Партии христианских демократов, председатель её Центрального комитета; фактический основатель и первый председатель Союза сельских хозяев Литвы.
Участвовал в Литовской конференции 18 — 22 сентября 1917 в Вильне. Был избран в Литовскую Тарибу (лит. Lietuvos Taryba, Совет Литвы; позднее преобразован в Государственный Совет). Подписал, вместе с другими членами Тарибы, Акт о независимости Литвы 16 февраля 1918. Руководил комиссией возвращения пленных и ссыльных Государственного Совета.
В кабинете министров Миколаса Слежявичюса (26 декабря 1918 — 12 марта 1919 был министром без портфеля. В правительстве Пранаса Довидайтиса (12 марта 1919 — 12 апреля 1919) заместитель премьер-министра и министр внутренних дел, питания и общественных работ. В правительстве Слежявичюса 12 апреля 1919 — 6 октября 1919 министр сельского хозяйства и государственного имущества.
Депутат Учредительного сейма (1920—1922), его председатель и исполняющий обязанности президента. I Сейм (1922) избрал его президентом Литовской Республики, II Сейм переизбрал президентом (с июня 1923 по июнь 1926).

## Военный переворот в Литве
Председатель III Сейма (декабрь 1926 — апрель 1927), распущенного президентом Антанасом Сметоной, в этом качестве формально исполнял обязанности президента в течение нескольких часов 17 декабря 1926 между отставкой предыдущего председателя Сейма Йонаса Стаугайтиса и вступлением в должность Сметоны.

## Поздние годы
С 1927 отстранился от политической жизни. Занимался своим хозяйством в усадьбе Йокубавас Кретингской волости. Был членом советов кооперативов «Летукис», «Линас».
13 июня 1941 арестован советскими властями. Выслан в Сибирь (станция Решоты Красноярского края). В 1952 приговорён к 25 годам заключения, два года спустя освобождён. Работал в Коми АССР кладовщиком, комендантом леспромхоза, позднее агрономом в совхозе.
В 1956 вернулся в Литву. Работал старшим научным сотрудником на садоводческо-овощеводческой испытательной станции (1957—1959).
Похоронен в Каунасе.

## Память
- Памятник установлен в сквере у здания исторического Президентского дворца Литвы в Каунасе (рядом с памятниками Антанасу Сметоне и Казису Гринюсу)
- Имя присвоено университету Александра Стульгинскиса (бывш. Литовская сельскохозяйственная академия).
- Имя А. Стульгинскиса носят улицы в Вильнюсе и Каунасе.